# پائولو (کومونه)
پائولو (به ایتالیایی: Paullo) یک کومونه در ایتالیا است که در استان میلان واقع شده‌است. پائولو ۸٫۹ کیلومتر مربع مساحت و ۱۱٬۲۹۱ نفر جمعیت دارد و ۹۷ متر بالاتر از سطح دریا واقع شده‌است.